# Mahavšček

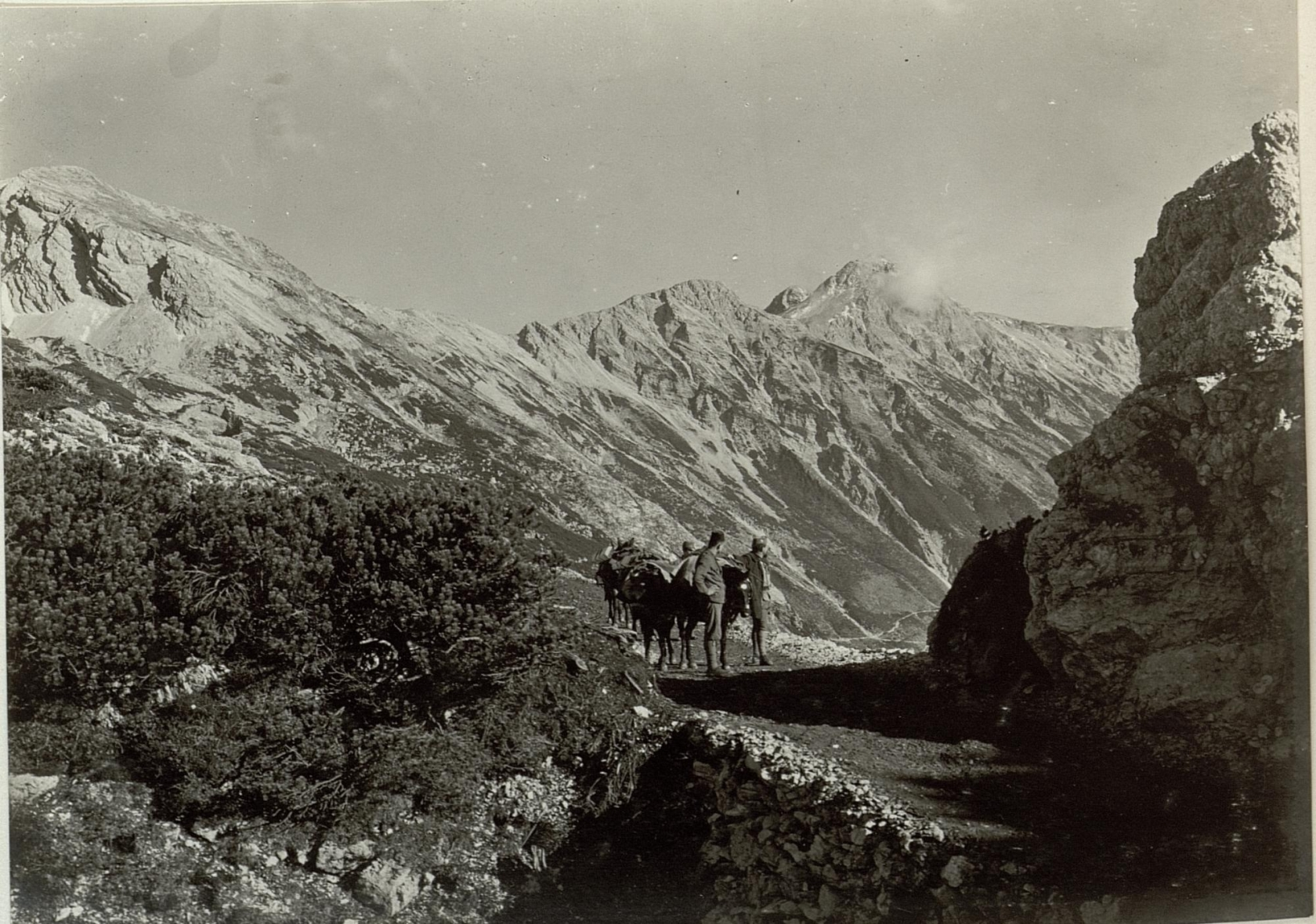
Mahavšček i Bogatin

Mahavšček, także Veliki Bogatin – szczyt górski o wysokości 2008 m n.p.m. w Alpach Julijskich w Słowenii. Znajduje się na grzbiecie górskim Spodnje Bohinjske. Położony jest na zachód od jeziora Bohinjsko.

## Dostęp
Wymieniona jest większość znakowanych szlaków turystycznych:
- Koča pri Savici – Mahavšček (przez Bogatin) 5 h
- Koča pri Savici – Mahavšček (przez dolinę Govnjač) 5 h
- Planina Polog – Mahavšček (przez dolinę Dobrenjščico) 5 h
- Planina Polog – Mahavšček (przez Prehodce) 6 h 15 min
- Dom v Lepeni – Mahavšček (przez siodło Bogatinsko) 5 h